# نورت رو بتابون
«نورت رو بتابون» (به انگلیسی: Shine Ya Light) ترانه‌ای خوانندهٔ انگلیسی ریتا اورا از نخستین آلبوم استودیویی وی تحت عنوان اورا (۲۰۱۲) می‌باشد.